# Graz Giants 2000
Questa voce raccoglie le informazioni riguardanti i Graz Giants nelle competizioni ufficiali della stagione 2000.

## Austrian Football League 2000

### Stagione regolare
| Graz 8 aprile 2000 | Graz Giants | 13 – 34 | Vienna Vikings | Stadion Eggenberg |

| Graz maggio 2000 | Styrian Longhorns | 12 – 48 | Graz Giants |  |

| Vienna 27 maggio 2000 | Vienna Vikings | 28 – 13 (7-0 14-7 0-6 7-0) | Graz Giants | Hohe Warte Stadion |

| Graz maggio-giugno 2000 | Graz Giants | 10 – 0 | Styrian Longhorns | Stadion Eggenberg |

| 2000 | Carinthian Cowboys | 0 – 44 | Graz Giants |  |

| 2000 | Schwarzenau Rangers | 13 – 48 | Graz Giants |  |

| 2000 | Graz Giants | 6 – 13 | Tirol Raiders |  |

| 2000 | Graz Giants | 0 – 35 | Tirol Raiders |  |

### Playoff
| Vienna 8 luglio 2000 Semifinale | Vienna Vikings | 50 – 8 (3-0 20-0 7-8 20-0) | Graz Giants | Hohe Warte Stadion |